# 610 до н. е.

## Померли
- Анаксімандр (бл. 546 — 610 до н. е.) — старогрецький математик і філософ
- Псамметих I, цар Єгипту